# André Gstettenhofer
André Martin Gstettenhofer (* 12. Dezember 1971 in Zürich) ist ein Schweizer Verleger, Herausgeber und Festivalleiter. Er ist Gründer des Salis Verlags, des Verlags lectorbooks und Co-Gründer des Literaturfestivals LitFest Zürich.

## Leben und Wirken
André Gstettenhofer absolvierte eine kaufmännische Ausbildung. Er arbeitete anschliessend von August 1993 bis April 2001 bei Sony Music Schweiz, wo er in verschiedenen Positionen Popmusik vermarktete, zuletzt als Product Manager für das «Epic»-Label mit Künstlern wie Jamiroquai, Anastacia, Rage Against the Machine und vielen weiteren.
Von 2001 bis 2006 wirkte er als Kommunikationschef bei Scalo Publishers Zürich/New York/Berlin, einem Fotografie- und Kunstbuchverlag mit Galerie und Buchshop. Nach dem Konkurs von Scalo 2006 gründete Gstettenhofer 2007 den Salis Verlag für deutschsprachige Belletristik und populäres Sachbuch, den er bis zur Fusion mit der Elster Verlagsbuchhandlung 2019 leitete.
2017 gründete Gstettenhofer zusammen mit Patrick Schär den Verlag lectorbooks, den er 2020 vollständig übernahm und seither leitet. 2019 erfolgte die Fusion des Salis Verlags mit dem Elster Verlag, Gstettenhofer war in der Folge bei Elster & Salis Verleger und Geschäftsführer bis Ende 2022.
2020 erschien der von Gstettenhofer herausgegebene literarische Reiseführer Zürich zum Verweilen im Reclam Verlag.
2021 gründete und leitete Gstettenhofer das hybride, den Bedingungen der Corona-Pandemie angepasste viertägige Literaturfestival «LitFest Zürich», zusammen mit dem Tenor und Gastronom Christoph Homberger. Von Februar bis Oktober 2022 kuratierte er die literarischen Veranstaltungen im Zürcher Kulturhaus «Kosmos».

## Publikationen
- Zürich zum Verweilen. literarischer Reiseführer. Reclam, 2020, ISBN 978-3-15-020621-8.
- Digital ist besser. Kolumnen. In Literarischer Monat. 2014, 2015; online
- Das Buch im Netz. Essay. In: Schweizer Monat, 2013.